# Dobraschütz
Dobraschütz ist ein Ortsteil der Gemeinde Starkenberg im Landkreis Altenburger Land in Thüringen.

## Lage
Dobraschütz befindet sich im Altenburger-Zeitzer Lösshügelland, einem Randgebiet der Leipziger Tieflandbucht. Von Dobraschütz bis Starkenberg sind es 5,5 Kilometer und nach Altenburg in östlicher Richtung 15,7 Kilometer. Die Flur des Ortsteils ist wegen der günstigen Standortbedingungen im Tal des Gerstenbachs  überwiegend mit Obstanbau belegt. Die geographische Höhe des Ortes beträgt 240 m ü. NN. Im Nordwesten wird Dobraschütz von dem im Güterverkehr betriebenen Reststück der Bahnstrecke Meuselwitz–Ronneburg begrenzt.

## Geschichte
Bei Feldarbeiten in der Flur „Am Schlöps“ wurde im 19. Jahrhundert ein Gräberfeld entdeckt, es enthielt Körperbestattungen, deren Schmuckbeigaben bereits mit christlichen Symbolen versehen waren. Die Grabungsfunde wurden zur weiteren Untersuchung an das Altenburger Museum übergeben; wo sie verblieben sind, ist unbekannt.  Im Jahr 1336 wurde das Dorf erstmals als "Dobirschicz" urkundlich genannt. Seit dem 18. Jahrhundert ist die heutige Schreibweise gebräuchlich. Der aus dem Slawischen stammende Ortsname hat die Bedeutung "Leute".
Im Ort war die adelige Familie von Creutzen bis in das 15. Jahrhundert ansässig. Die erste Kirche wurde 1528 erwähnt, das Gebäude war 1607 erstmals baufällig, es wurde 1611 teilweise erneuert, wobei der „hintere Teil erweitert wurde …“. Nach erneuten Baumängeln wurde 1751 der Abbruch veranlasst und 1752 die heutige Kirche erbaut. Das Dorf gehörte zu dieser Zeit zum Pfarrsprengel Mehna. 
Wie seine Nachbarorte Kraasa und Oberkossa lag Dobraschütz an der Westgrenze des wettinischen Amts Altenburg, welches ab dem 16. Jahrhundert aufgrund mehrerer Teilungen im Lauf seines Bestehens unter der Hoheit folgender Ernestinischer Herzogtümer stand: Herzogtum Sachsen (1554 bis 1572), Herzogtum Sachsen-Weimar (1572 bis 1603), Herzogtum Sachsen-Altenburg (1603 bis 1672), Herzogtum Sachsen-Gotha-Altenburg (1672 bis 1826). Bei der Neuordnung der Ernestinischen Herzogtümer im Jahr 1826 kam der Ort wiederum zum Herzogtum Sachsen-Altenburg. 
Nach der Verwaltungsreform im Herzogtum gehörte Dobraschütz bezüglich der Verwaltung zum Ostkreis (bis 1900) bzw. zum Landratsamt Altenburg (ab 1900). Juristisch war ab 1879 das Amtsgericht Altenburg und seit 1906 das Amtsgericht Meuselwitz für den Ort zuständig. Das Dorf gehörte ab 1918 zum Freistaat Sachsen-Altenburg, der 1920 im Land Thüringen aufging. 1922 kam es zum Landkreis Altenburg.
Am 1. Juli 1950 wurde Dobraschütz gemeinsam mit Oberkossa nach Kraasa eingemeindet. Bei der zweiten Kreisreform in der DDR wurden 1952 die bestehenden Länder aufgelöst und die Landkreise neu zugeschnitten. Somit kam Dobraschütz als Ortsteil der Gemeinde Kraasa mit dem Kreis Altenburg an den Bezirk Leipzig; jener gehörte seit 1990 als Landkreis Altenburg zu Thüringen und ging 1994 im Landkreis Altenburger Land auf. Am 1. Januar 1957 wurde die Gemeinde Kraasa mit ihren beiden Ortsteilen in die aus dem Kreis Schmölln (Bezirk Leipzig) in den Kreis Altenburg umgegliederte Gemeinde Naundorf eingegliedert. Mit der Eingemeindung der Gemeinde Naundorf in die Gemeinde Starkenberg wurde Dobraschütz am 1. Dezember 2008 ein Ortsteil der Gemeinde Starkenberg. 2012 bewohnten 64 Personen das Dorf.

## Persönlichkeiten
- Zacharias Kresse (1800–1876), Volksdichter
- Johann Gottlieb Freyer (1811–1909), Lehrer und Autor